# لا بانک پستال

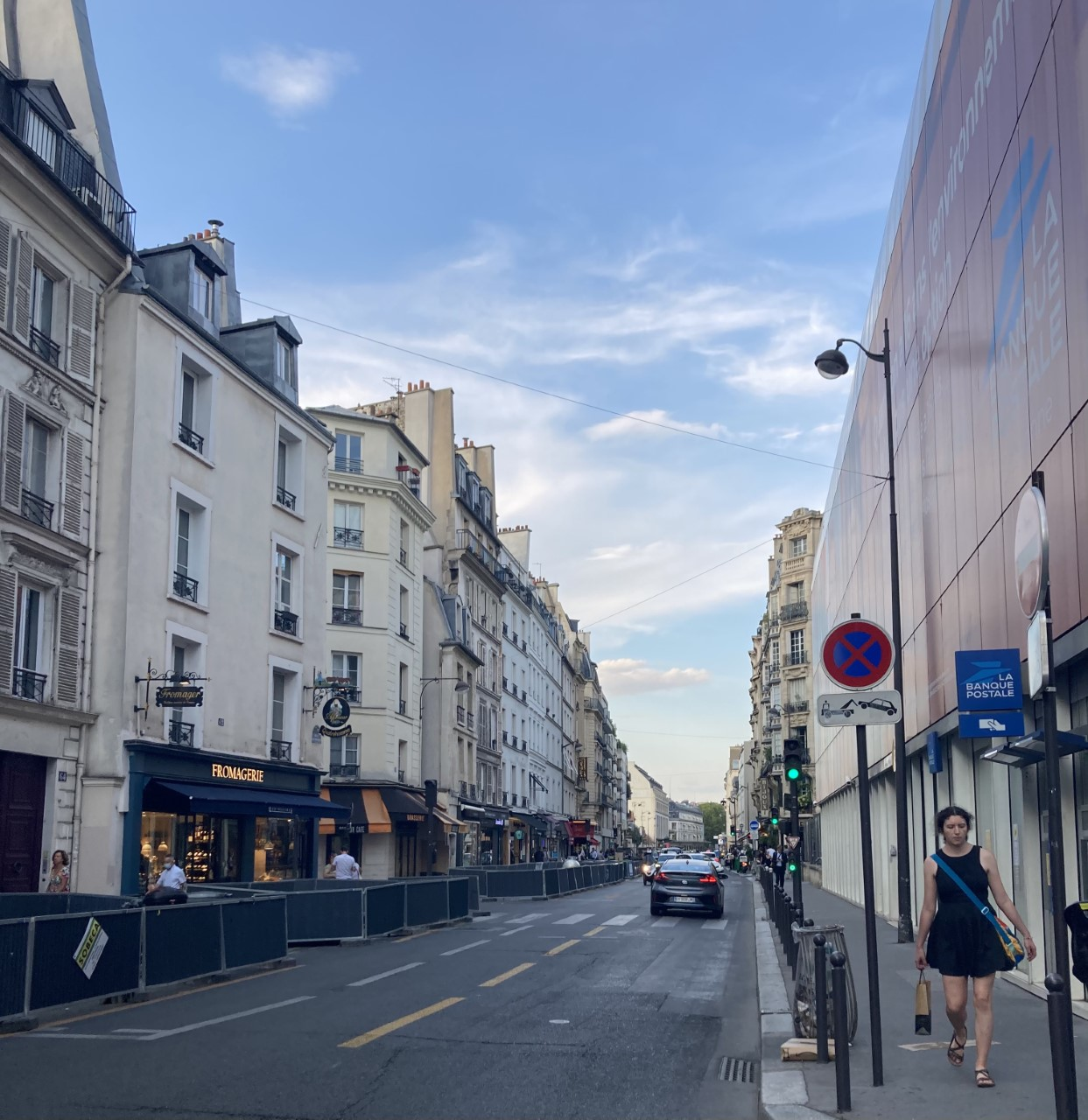
لا بانک پستال

لا بانک پُستال (انگلیسی: La Banque postale) شرکت خدمات مالی و بانکداری فرانسوی است، که در سال ۲۰۰۶ تأسیس شد.